# Férosinge et ses évolutions
Férosinge (マンキー, Mankey, dans les versions originales en japonais) et ses évolutions, Colossinge (オコリザル, Okorizaru) et Courrousinge (コノヨザル, Konoyozaru), sont trois espèces de Pokémon.
Issus de la célèbre franchise de médias créée par Satoshi Tajiri, ils apparaissent dans une collection de jeux vidéo et de cartes, dans une série d'animation, plusieurs films, et d'autres produits dérivés, ils sont imaginés par l'équipe de Game Freak et dessinés par Ken Sugimori. Leur première apparition a lieu au Japon en 1996, dans le jeu vidéo Pokémon Rouge exclusivement. Ces trois Pokémon sont tous du type combat et occupent respectivement les 56e, 57e et 979e emplacements du Pokédex, l'encyclopédie fictive recensant les différentes espèces de Pokémon.

## Création
La franchise Pokémon, développée par Game Freak pour Nintendo et introduite au Japon en 1996, tourne autour du concept de capture et d'entraînement de 150 espèces de créatures appelées Pokémon, afin de les utiliser pour combattre des Pokémon sauvages et ceux d'autres dresseurs Pokémon, qu'il s'agisse de personnages non-joueurs ou d'autres joueurs humains. La puissance des Pokémon au combat est déterminée par leurs statistiques d'attaque, de défense et de vitesse et ils peuvent apprendre de nouvelles capacités en accumulant des points d'expérience ou si leur dresseur leur donne certains objets.

### Conception graphique
La conception de Férosinge et de Colossinge est le fait, comme pour la plupart des Pokémon, de l'équipe chargée du développement des personnages au sein du studio Game Freak. Leur apparence est finalisée par Ken Sugimori pour la première génération des jeux Pokémon, Pokémon Rouge et Pokémon Vert, sortis à l'extérieur du Japon sous les titres de Pokémon Rouge et Pokémon Bleu,. 

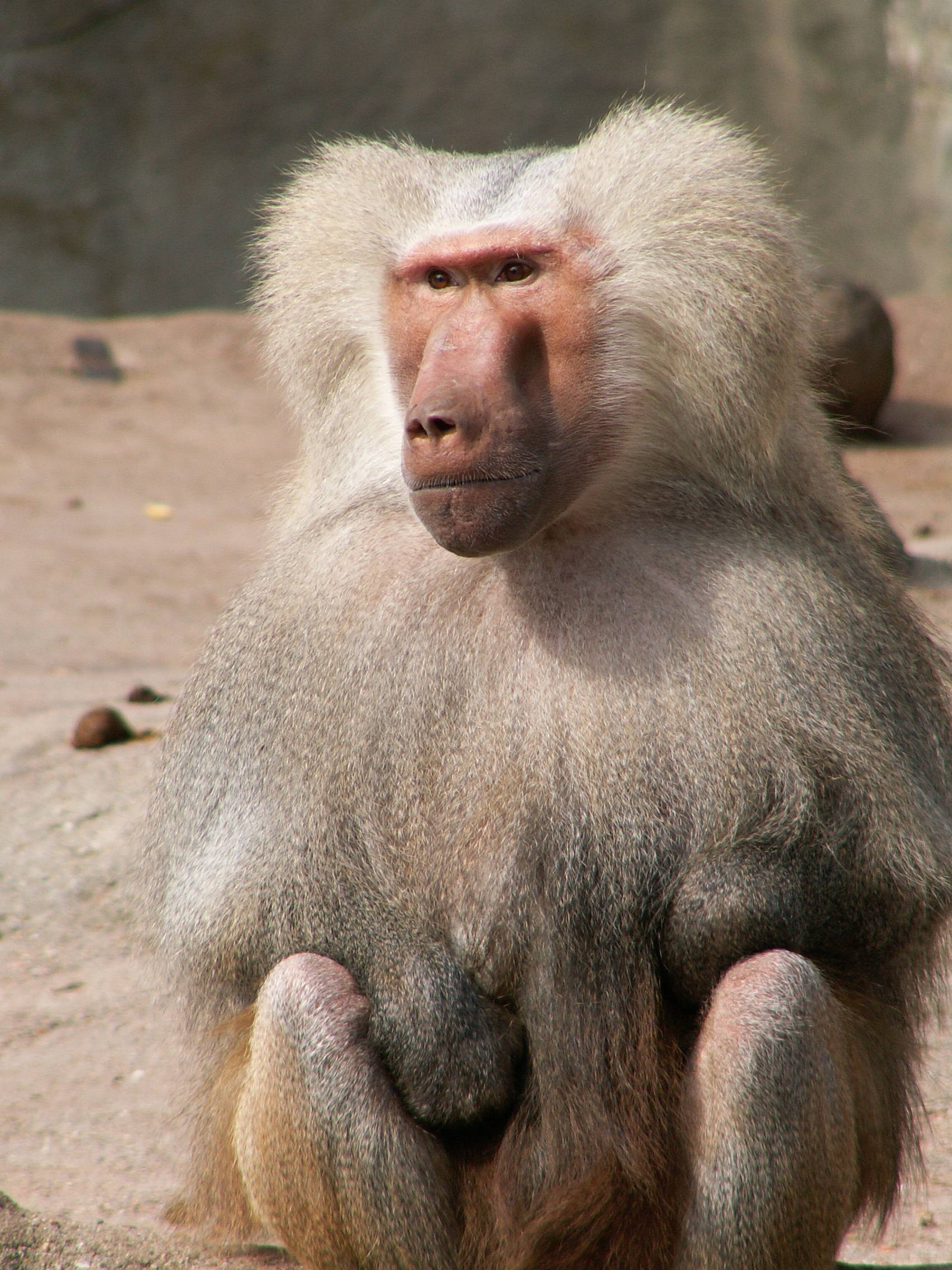
Les deux Pokémon peuvent être inspirés du babouin.

Nintendo et Game Freak n'ont pas évoqué les sources d'inspiration de ces Pokémon. Néanmoins, certains fans avancent que la conception de Férosinge et Colossinge est basée sur le babouin.

### Étymologie
Férosinge et Colossinge sont initialement nommés Mankey (マンキー, Mankī) et Okorizaru (オコリザル) en japonais. Ces noms sont ensuite adaptés dans trois langues lors de la parution des jeux en Occident : anglais, français et allemand ; le nom anglais est utilisé dans les autres traductions du jeu.
Nintendo choisit de donner aux Pokémon des noms « astucieux et descriptifs », liés à l'apparence ou aux pouvoirs des créatures, lors de la traduction des jeux ; il s'agit d'un moyen de rendre les personnages plus compréhensibles pour les enfants, notamment américains. Mankey conserve le même nom en anglais et devient « Menki » en allemand et « Férosinge » en français, et Okorizaru s'appelle « Primeape » en anglais, « Rasaff » en allemand et « Colossinge » en français. Selon IGN, les noms anglais sont des mots-valises composés de « man » (homme en français) et « monkey » (singe) et de « primate » (primate) et « ape » (singe). Selon Pokébip, les noms français sont également des mots-valises composés du mot « singe » en suffixe et de « féroce » et « colosse » respectivement.

## Description
Ces deux Pokémon sont l'évolution l'un de l'autre : Férosinge évolue en Colossinge. Dans les jeux vidéo, cette évolution survient en atteignant le niveau 28,.
Comme pratiquement tous les Pokémon, ils ne peuvent pas parler : lors de leurs apparitions dans les jeux vidéo tout comme dans la série d'animation, ils ne peuvent pas parler et ne sont seulement capables de communiquer verbalement en répétant les syllabes de leur nom d'espèce en utilisant différents accents, différentes tonalités, et en rajoutant du langage corporel.

### Férosinge
Férosinge est un Pokémon singe, donc il est arboricole et agile. Il a la particularité de s'énerver facilement. Il est issu de la première génération et porte le numéro 56. Il vit en colonies dans lesquelles tous les individus s'énervent si l'un d'eux est énervé.

### Colossinge
Colossinge est un pokémon de type combat et est issu de la première génération. Ce pokémon présente la plupart des caractéristiques de Férosinge même s'il possède des anneaux autour de chacun des membres.

### Courrousinge
Courrousinge est un pokémon de type combat et spectre et est issu de la neuvième génération. Maintenant qu'il est arrivé à son dernier stade d'évolution, ce pokémon a une colère sans limite, à tel point qu'il a brisé ses anneaux.

## Apparitions

### Jeux vidéo
Férosinge et Colossinge apparaissent dans la série de jeux vidéo Pokémon. D'abord en japonais, puis traduits en plusieurs autres langues, ces jeux ont été vendus à plus de 200 millions d'exemplaires à travers le monde. Ils font leur première apparition le 27 février 1996, dans les jeux japonais Pocket Monsters Aka (ポケットモンスター 赤, Poketto Monsutā Aka, Pocket Monsters Rouge) et Pocket Monsters Midori (ポケットモンスター 緑, Poketto Monsutā Midori, Pocket Monsters Vert) (remplacé dans les autres pays par la version Bleue). Néanmoins, ils sont exclusifs à la version rouge. Depuis la première édition de ces jeux, Férosinge et Colossinge sont réapparus dans les versions jaune, or, rouge feu, vert feuille, diamant, perle, platine, noir et blanc. 
Il est possible d'avoir un œuf de Férosinge en faisant se reproduire deux Pokémon dont au moins un Férosinge ou un Colossinge  femelle. Cet œuf éclot après 5 120 pas et un Férosinge de niveau 5 en sort. Férosinge et Colossinge appartiennent au groupe d'œuf champ et ont les capacités « Esprit vital », « Colérique » et « Acharné ».
Férosinge apparait également dans Pokémon Snap.

### Série télévisée et films
La série télévisée Pokémon ainsi que les films sont des aventures séparées de la plupart des autres versions de Pokémon et mettent en scène Sacha en tant que personnage principal. Sacha et ses compagnons voyagent à travers le monde Pokémon en combattant d'autres dresseurs Pokémon. Férosinge apparait dans l'épisode Une rencontre mouvementée, et pique la casquette de Sacha, qui le poursuivi pour la récupérer. Le Pokémon évolue et Sacha le capture. Sacha s'en sépare dans l'épisode Un Pokémon boxeur où il le confie à un autre dresseur afin qu'il s'en occupe.